# Samira Vera-Cruz
Samira Nandi Marques Vera-Cruz Pinto (Mindelo, São Vicente, 11 de setembro de 1990) é uma realizadora, produtora, editora e guionista de Cabo Verde.

## Biografia
Nascida em Mindelo, São Vicente, Samira têm ascendência angolana e cabo-verdiana. Cresceu entre as cidades do Mindelo, Praia e também em Lisboa, Portugal.
Formada em estudos cinematográficos com especialização em comunicação internacional pela American University of Paris em 2013. Iniciou a sua atividade profissional como jornalista na "Agência Caboverdiana de Imagens (ACI), e mais tarde como Account Manager na Greenstudio, ambas na cidade da Praia.
Mudou-se para Angola no início de 2014, onde trabalhou por quase dois anos como produtora audiovisual e gestora de clientes na Muxima Filmes, na cidade de Luanda.
Após regressar a Cabo Verde, Samira trabalhou alguns meses como produtora executiva na Kriolscope, onde realizou o seu primeira curta de ficção Buska Santu, em 2016. Buska Santu é inspirado pelo filme "Ladrões de Bicicletas" de Vittorio de Sica, que mostra a relação entre um pai e um filho, na Ilha de Santiago, Cabo Verde, tendo o ritmo da tabanka como fundo para a Trama. O curta foi exibido em Cabo Verde, Portugal, Moçambique e Polónia. Prémio de melhor ficção no Festival Oiá na cidade do Mindelo.
Criou a sua própria produtora, Parallax Produções, em Novembro de 2016. Com a Parallax, a Samira realizou os filmes Hora di Bai (2017) e Sukuru (2017).
Hora di Bai é um documentário, financiado parcialmente pela União Europeia, através do Concurso Curtas PALOP 25 anos, abordando a relação com a morte na Ilha de Santiago. O curta foi exibido em festivais e mostras em Cabo Verde, Brasil, Canadá, Estados Unidos, Portugal, Bélgica, Polónia, Guiné-Bissau, Moçambique, Angola, São Tomé e Príncipe, Macau, Timor-Leste e Madagascar.
Sukuru, feito sem financiamento, é a sua primeira longa de ficção. Um thriller psicológico que conta a história de Jiló, um jovem que sofre de esquizofrenia, viciado em crack, e a sua luta com o vício, a sua mãe e os seus demónios. Exibido em Cabo Verde, Bélgica, Brasil, Moçambique, Macau e Polónia.
Samira foi selecionada para o Talents Durban 2019, durante o Durban International Film Festival, no qual participou com o seu projeto de documentário E quem cozinha?, com o qual ganhou o prémio PR Consulting.
No mesmo ano e com o mesmo projeto, participou na residência de escrita do FIDADOC, em Marrocos.
Em 2020, com o projeto de documentário E quem cozinha?, participou do Durban FilmMart e no Ouaga Film Lab, onde ganhou os prémios IDFA e World Cinema Fund/Goethe Institute.
Em março de 2020 tornou-se coordenadora da Rede de Cinema e Audiovisual PALOP-TL, fundada com colegas cineastas, com o objetivo de promover a produção e principalmente distribuição na região.

## Filmes
- Buska Santu (2016)

- Hora di Bai (2017)

- Sukuru (2017)